# 香の前
香の前（こうのまえ、天正5年（1577年） - 寛永17年12月2日（1641年1月13日）は、戦国時代から江戸時代初頭にかけての女性。香の前は通称で、名は種。豊臣秀吉・伊達政宗の愛妾で、のちに茂庭綱元の側室となった。

## 生涯

### 誕生から仙台移住まで
天正5年（1577年）、高田次郎右衛門の長女として生まれる。父の次郎右衛門については不詳であるが、牢人となって伏見に居住していたという。
種はその美貌を見初めた太閤・豊臣秀吉の愛妾となり、香の前（香姫）もしくは、お種殿と名付けられた。のち秀吉から陸奥国の大名・伊達政宗に下賜され、政宗との間に慶長3年（1598年）に津多（女子）、慶長5年（1600年）に又治郎（男子）を産んだが、慶長7年（1602年）に政宗の重臣・茂庭綱元に下げ渡されてその側室となり、2人の子と共に綱元の屋敷に移った。香の前が綱元の側室となった際に、政宗との間に生まれた子供達は綱元の実子扱いとされ、以後は綱元の下で養育されることになった。
娘の津多は柴田郡船岡城主・原田宗資に嫁ぎ嫡男の宗輔を産んだ（この宗輔が伊達騒動で有名な原田甲斐である）。息子の又治郎（又四郎）は栗原郡高清水城に隠居していた前亘理氏当主・亘理重宗の末娘の婿に迎えられて亘理宗根と名乗った。

### 香の前にまつわる伝承
ただし、香の前が政宗との間に産んだ子を連れて綱元の側室となるまでの一連の流れについては、今日に至るまで様々な説話が伝承されている。最も広く伝わる説話は、はじめ文禄3年（1594年）に秀吉が綱元に香の前を与えたが、政宗がこれを綱元から奪ったというものである。当時、綱元は名護屋城留守居役として秀吉との折衝役を務めていたが、秀吉に気に入られて厚遇されており、香の前を与えられたのもその一環であったという。その経緯について『松山町史』では、秀吉が伏見に綱元のための屋敷を下賜しようとしたが、綱元がこれを固辞したため、代わりに香の前を与えたという話を載せ（『伊達世臣家譜』）、『高清水町史』では、綱元が秀吉との碁に勝った褒美として香の前を賜ったという話を載せている。また秀吉の碁の相手は伊達政宗で、政宗が碁に勝った褒美として香の前を秀吉から賜わり、その間に儲けた子供を、茂庭綱元の子ということにして、亘理家の養子となしたとする説もある。
綱元と秀吉の親密な関係は政宗の疑念を招き、翌文禄4年（1595年）に綱元は政宗から強制的に隠居を命じられ、これに憤った綱元は伊達家から出奔している。結局、綱元は慶長2年（1597年）に赦免されて伊達家に復帰するが、『高清水町史』では、この時に綱元が香の前を政宗に献上して自らの屋敷の別棟に住まわせ、
そこに政宗が通って津多と又四郎が産まれたという話を載せている。

### 仙台移住後から晩年まで
慶長8年（1603年）に政宗の五男・伊達宗綱（卯松丸）が生まれると、綱元はその後見役を命じられ、宗綱は仙台城下の綱元の屋敷で養育されることになった。宗綱は居城として栗原郡岩ヶ崎城を与えられていたが、城の管理は綱元によって行われ、城下には綱元の家来が居住する茂庭町が置かれていた。浄土宗の熱心な信徒であった香の前は、慶長17年（1612年）に綱元に願い出て茂庭町に円鏡寺を開基したほか、同年には猿飛来に青雲地蔵堂、稲屋敷に阿弥陀堂を建立し、翌慶長18年（1613年）には大崎八幡宮に金灯籠を奉納している。
元和4年（1618年）に宗綱が16歳で病没すると、綱元は供養のため入道して高野山に赴くことになった。この時、既に亘理重宗から正式に所領を譲られて高清水城主となっていた実子の亘理宗根は、香の前を自らの居城に迎え入れ、これ以後香の前は高清水の宗根の下で余生を送った。
寛永17年12月2日（西暦1641年1月）死去。享年64。
宗根は明暦2年（1656年）の17回忌にあわせて香の前の墓所に安楽寺を開基し、亘理氏の菩提寺としたが、安楽寺は宝暦7年（1757年）に亘理氏が佐沼城へ転封された際に共に佐沼へと移っており、残された伽藍には新領主の石母田氏に随って移って来た福現寺が入り、現在に至っている。